# مايكل جون هاند
مايكل جون هاند (بالإنجليزية: Michael Jon Hand)‏ هو جندي أمريكي، ولد في 8 ديسمبر 1941.